# Салма Параљуело
Салма Селесте Параљуело Ајингоно (шп. Salma Celeste Paralluelo Ayingono; Сарагоса, 13. новембар 2003) је шпанска фудбалерка која игра на позицији крила. Она је и бивши спринтер, али сада игра на позицији левог крила за Лига Ф клуб ЖФЦ Барселона и женску фудбалску репрезентацију Шпаније.

## Основни податци
Салма Параљуело је рођен у Сарагоси од оца Шпанца и мајке пореклом из Екваторијалне Гвинеје припадника народаФанг.

## Клупска каријера
Параљуело је никла у УД Сан Јосе. Играла је за ЖФК Сарагосу и ЖФК Виљареал у Шпанији. Она је такође номинована за награду за најлепши постигнути гол награда ФИФА Пушкаш за 2022.

## Репрезентативна каријера
Репрезентативна каријера Салме Параљуело је везана за Шпанију. Такође је имала право да игра за Екваторијалну Гвинеју.
Освојила је УЕФА првенство за жене до 17 година 2018. године, Светско првенство у фудбалу за У-17 за жене 2018. и Светско првенство за жене 2022 ФИФА У-20, а дебитовала је за сениорке 11. новембра 2022, била је у стартној постави и постигла хет-трик у пријатељска утакмици са репрезентацијом Аргентине у победи од 7–0.
Уврштена је на списак шпанског тима за Светско првенство у фудбалу за жене 2023. године. Током четвртфиналног меча против репрезентацијом Холандије 11. августа, постигла је победнички гол у победи од 2–1 после продужетака, чиме је Шпанију први пут у историји квалификовала у полуфинале Светског првенства.
Дана 15. августа 2023. постигла је 1 гол у победи Шпаније над репрезентацијом Шведске резултатом од 2–1 и одвела свој тим у прво сениорско финале Светског првенства.

## Статистика

### Клуб
Ажурирано 4. април 202.3
| Клуб          | Сезона                  | Лига           | Лига | Лига | Национални куп | Национални куп | Остало | Остало | УЕФА Лига шампиона | УЕФА Лига шампиона | Укупно | Укупно |
| Клуб          | Сезона                  | Дивизија       | Ута  | Гол  | Ута            | Гол            | Ута    | Гол    | Ута                | Гол                | Ута    | Гол    |
| ------------- | ----------------------- | -------------- | ---- | ---- | -------------- | -------------- | ------ | ------ | ------------------ | ------------------ | ------ | ------ |
| ЖФК Виљареал  | Примера (жене) 2021/22. | Примера (жене) | 8    | 3    | 1              | 0              | -      | -      | -                  | -                  | 9      | 3      |
| ЖФК Барселона | Примера (жене) 2022/23. | Примера (жене) | 15   | 10   | 1              | 2              | 2      | 1      | 6                  | 1                  | 24     | 14     |
| Укупно        | Укупно                  | Укупно         | 23   | 13   | 2              | 2              | 2      | 1      | 6                  | 1                  | 33     | 17     |

1. ↑  Наступи на Краљичином купу
2. ↑  Наступи на Шпанском Суперкупу у фудбалу за жене

### Репрезентација
| Бр. | Датум              | Стадион                                          | Противник | Рез   | Рез. укупно | Такмичење                                 |
| --- | ------------------ | ------------------------------------------------ | --------- | ----- | ----------- | ----------------------------------------- |
| 1   | 11. новембар 2022. | Општински стадион Алварез Кларо, Мелиља, Шпанија | Аргентина | 3 : 0 | 7 : 0       | Пријатељске                               |
| 2.  | 11. новембар 2022. | Општински стадион Алварез Кларо, Мелиља, Шпанија | Аргентина | 4 : 0 | 7 : 0       | Пријатељске                               |
| 3.  | 11. новембар 2022. | Општински стадион Алварез Кларо, Мелиља, Шпанија | Аргентина | 5 : 0 | 7 : 0       | Пријатељске                               |
| 4.  | 6. април 2023.     | Општински стадион Кан Мисес, Ибица, Шпанија      | Норвешка  | 3 : 1 | 4 : 2       | Пријатељске                               |
| 5.  | 6. април 2023.     | Општински стадион Кан Мисес, Ибица, Шпанија      | Норвешка  | 4 : 1 | 4 : 2       | Пријатељске                               |
| 6.  | 5. јул 2023.       | Стадион Гладсакс, Гладсакс, Данска               | Данска    | 2 : 0 | 2 : 0       | Пријатељске                               |
| 7.  | 11. август 2023.   | Регионални, Велингтон, Нови Зеланд               | Холандија | 2 : 1 | 2 : 1       | Светско првенство у фудбалу за жене 2023. |
| 8.  | 15. август 2023.   | Еден Парк, Окланд, Нови Зеланд                   | Шведска   | 1 : 0 | 2 : 1       | Светско првенство у фудбалу за жене 2023. |

### Атлетика
Као атлетичарка, Параљуело је започела каријеру у Атлетском клубу Сан Хозе у Сарагоси и убрзо након тога придружила се клубу Шкорпион-71 у Сарагоси. Крајем 2019. отишла је у Плајас де Кастељон. Освојила је своју прву медаљу на дворанском првенству Шпаније у атлетици 2019, освојивши бронзу у трци на 400 метара са резултатом 53,83 с, што је шпански национални рекорд у категоријама испод 18 и испод 20 година. Њен резултат јој је такође омогућио да учествује на Европском првенству у атлетици у дворани 2019, као друга најмлађа атлетичарка у историји којој је то успело, после норвешке шетачице Кјерсти Тисе.
У сезони на отвореном, у трећој трци свог живота на 400 метара са препонама, током Иберо-америчког атлетског митинга у Уелви, Паралуело је трчала са временом 57,43 с, оборивши шпански рекорд за млађе од 18 година свих времена и такође оборила најбоље време на свету испод 18 година. Овим резултатом се квалификовала и за Европски омладински летњи олимпијски фестивал 2019. одржаним у Бакуу, где је освојила две златне медаље у трци на 400 метара са препонама са временом 57,95 с.

## Спољашње веза
- Салма Парауељо на страници ЖФК Барселона
- Салма Парауељо на страници БДФудбал
- Салма Парауељо на ЕСПН−у
- Салма Парауељо на страници ФББрифа
- Салма Парауељо на страници Сокервеј
- Салма Парауељо на страници Ворлдатлетикс